# Aleida Budde
Johanna Aleida Budde (gedoopt Deventer, 6 april 1800 – Diepenveen, 13 augustus 1852) was een Nederlands schilder en tekenaar.

## Leven en werk
Budde was een dochter van de koopman Hendrik Budde (1773-1851) en Maria Margaretha Cost (1779-1848). Ze bleef ongehuwd. Vanaf 1824 woonde ze met haar ouders op het buitenhuis De Roobrug in Diepenveen, dat eerder in het bezit was van haar grootvader Willem Herman Cost, burgemeester van Deventer.
Budde kreeg les van de schilder Jan Willem Pieneman. Ze schilderde en tekende portretten, genrestukken, interieurs en landschappen en legde daarbij vooral haar eigen familie en omgeving vast. Ze hoefde niet van haar schilderwerk te leven, maar vroeg hoge prijzen voor de schilderijen die ze te koop aanbod. Budde nam onder andere deel aan tentoonstellingen van Levende Meesters in Amsterdam, Den Haag en Deventer. In 1833 werd ze honorair lid van de Koninklijke Akademie van Beeldende Kunsten in Amsterdam.
Budde overleed in 1852 op Roobrug aan tuberculose, na een ziekte van drie jaar. In Deventer werd een straat naar haar vernoemd, de J.A. Buddestraat in de wijk De Zandweerd.

## Werken (selectie)

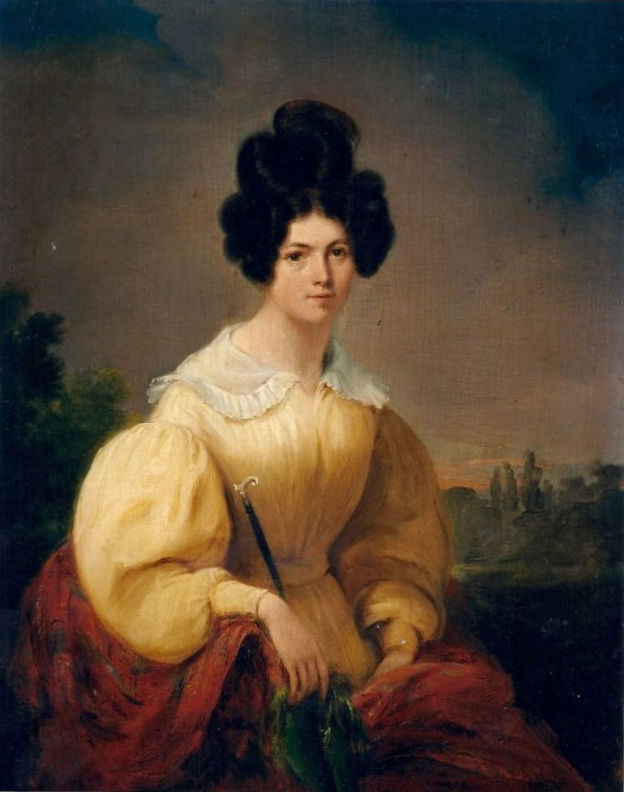
Zelfportret (ca. 1835)
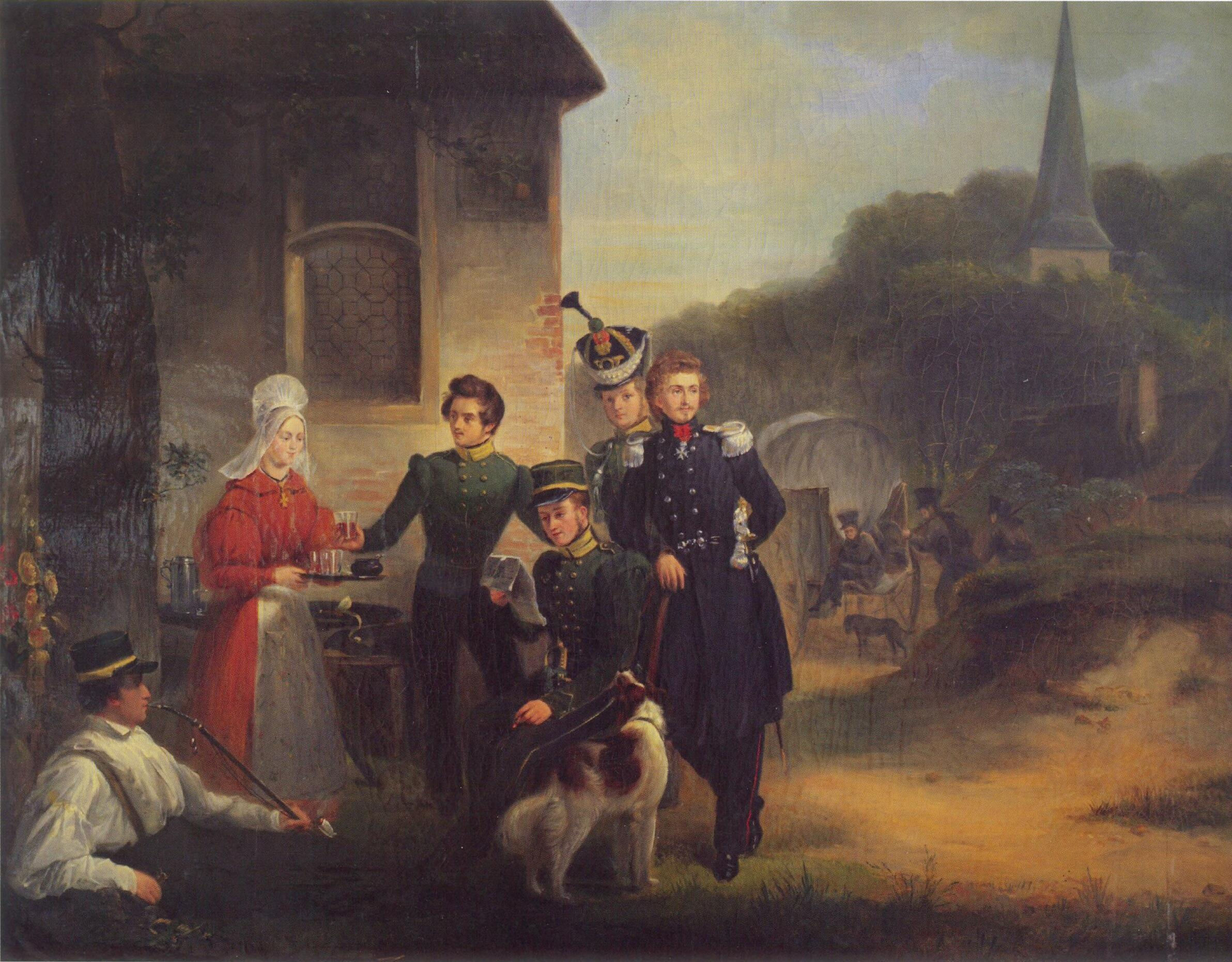
Groep van - uit Overijssel afkomstige - Leidse Jagers tijdens de Tiendaagse Veldtocht (ca. 1835)
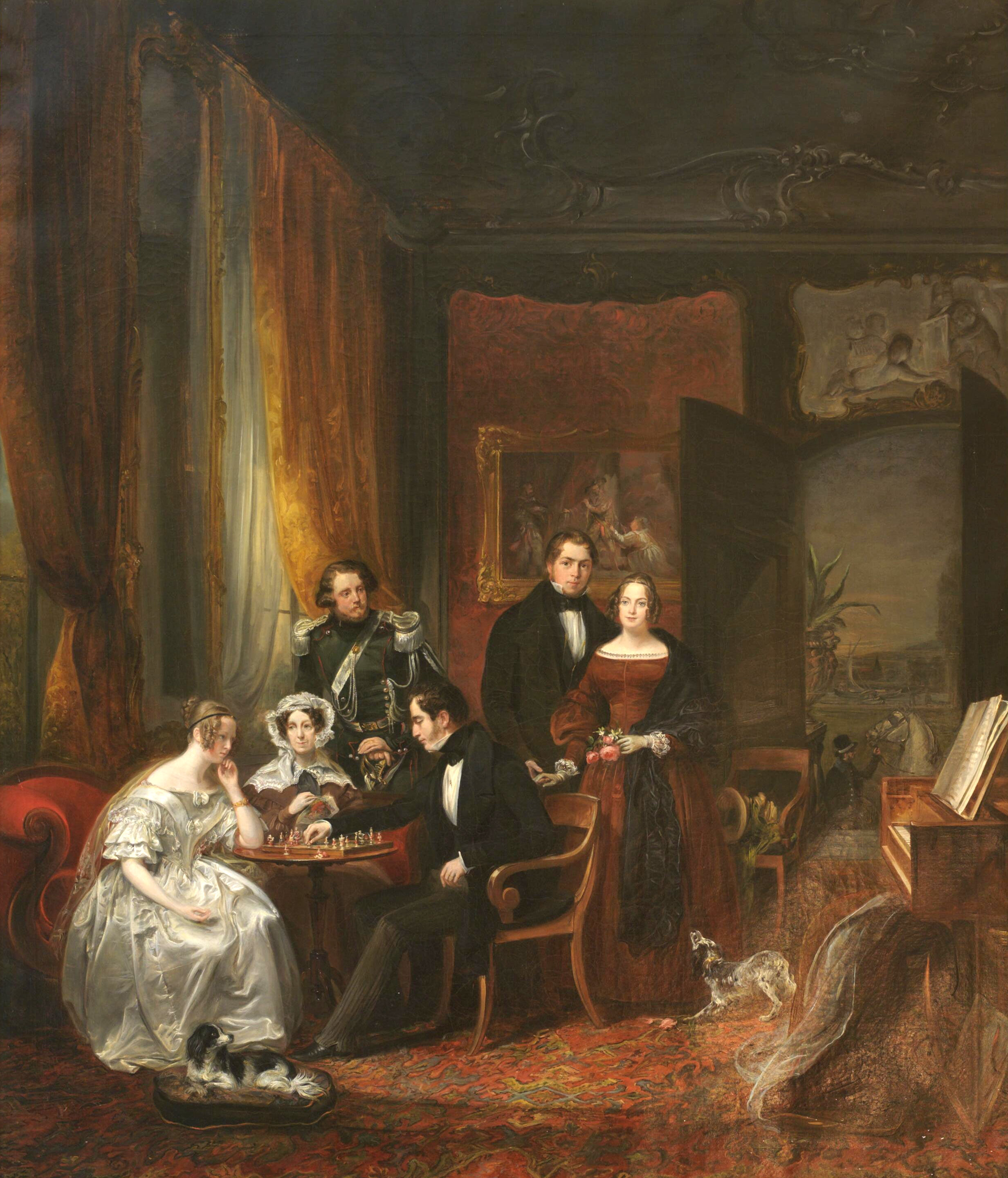
Groepsportret van Albertus Jacobus Duymaer van Twist (1809-1887) (1837)
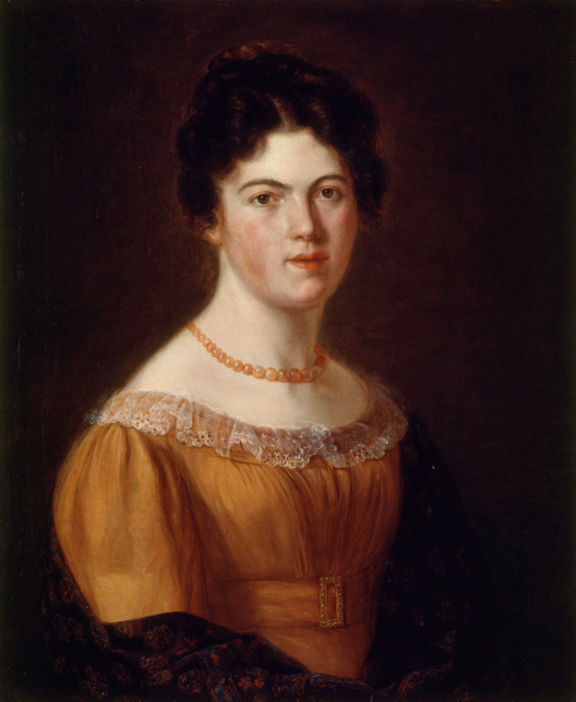
Zelfportret (1840)

- Biografisch Portaal: 15202931
- RKD-Nederlands Instituut voor Kunstgeschiedenis: 13825
- Union List of Artist Names: 500200649
- Virtual International Authority File: 2810153596630851900007